# Moneda din gura peștelui

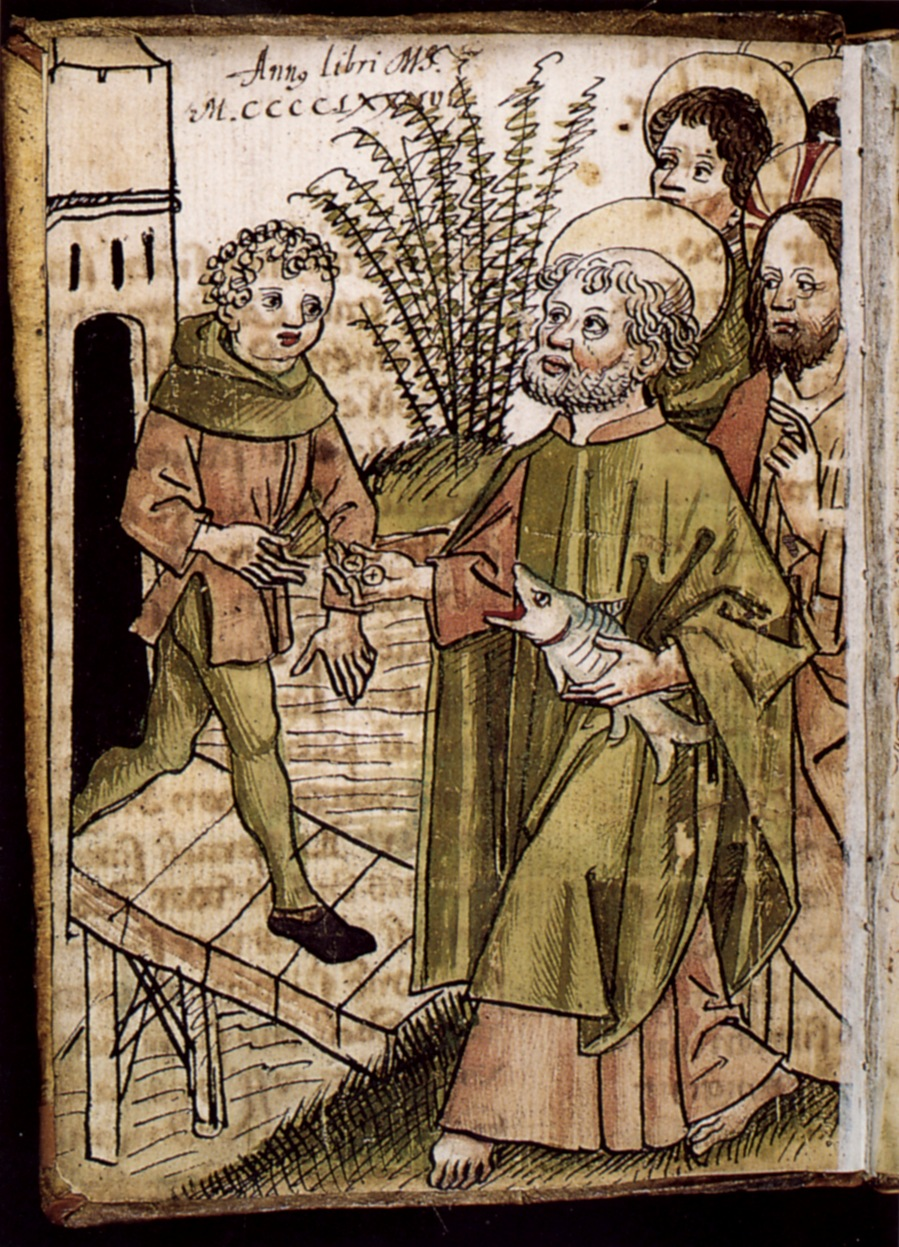
Apostolul Petru plătind darea pentru templu cu moneda scoasă din gura peștelui de Augustin Tünger, 1486.

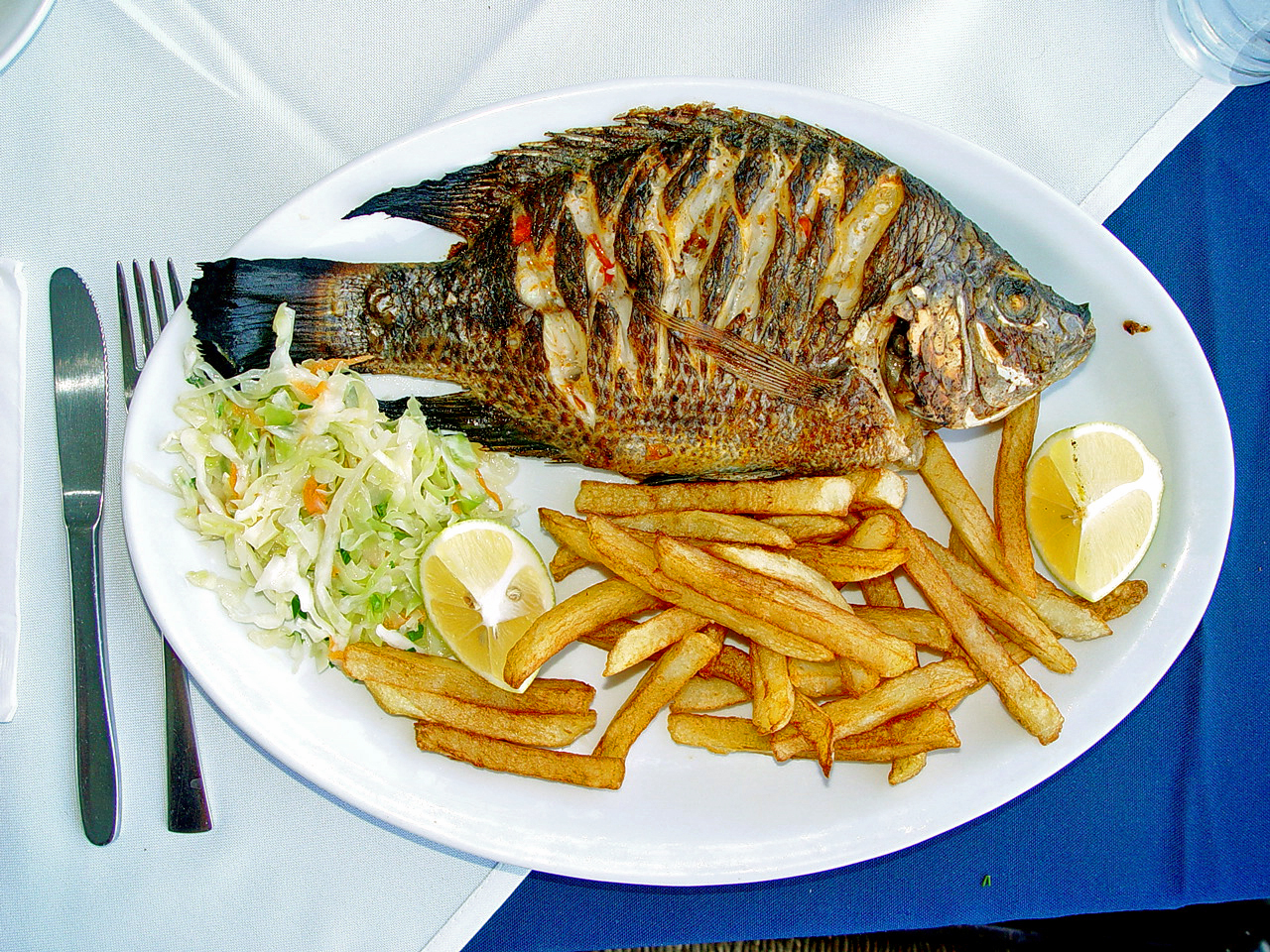
Tilapia zilli ("peştele Sf. Petru") - servit într-un restaurant din Tiberias.

Moneda din gura peștelui este una din minunile lui Iisus, consemnată numai în Evanghelia după Matei (17:24-27).
În conformitate cu evanghelia, după ce Iisus din Nazaret și ucenicii săi au sosit la Capernaum, cei care strângeau darea de două drahme pentru templu au venit la Apostolul Petru și l-au întrebat: "Învățătorul vostru nu plătește darea pentru templu?" Iar Petru a răspuns: "Ba da!"
Când Petru a intrat în casă, Iisus a fost primul care a vorbit:
"Care-i părerea ta, Simone?" a întrebat el. "De la cine iau dări sau bir regii pământului: de la fiii lor sau de la alții?"
"De la alții," a răspuns Petru. "Așadar, fiii sunt scutiți," i-a zis Iisus. Atunci el a spus:
"Dar ca să nu-i ofensăm, mergi pe lac și aruncă undița. Ia primul pește pe care-l prinzi; deschide-i gura și vei găsi o monedă de patru drahme. Ia-o și dă-o lor pentru mine și pentru tine."
Biblia nu numește acea specie de pește, dar specia Tilapia este uneori denumită peștele Sf. Petru.

## Interpretare
În omilia sa, părintele Joseph-Marie Verlinde vorbește despre solidaritatea lui Isus Hristos venit să ajute omenirea, solidaritate și pentru îndepărtarea păcatelor acesteia, dându-și viața pe Cruce, și pentru stabilirea oamenilor ca fii ai lui Dumnezeu Tatăl. Imaginea peștelui și a drahmei, este, într-un fel, plata tributului pentru sine și pentru frații săi. Isus pune astfel bazele societății iudeo-creștine actuale.
Pentru Sfântul Ioan Gură de Aur, acest miracol este sinonim cu a spune că Isus este însuși Fiul lui Dumnezeu întrucât El controlează elementele și animalele. Pentru arhiepiscop, prin această acțiune El demonstrează că natura este bună. În sfârșit, faptul că apostolul Petru plătește impozitul, semnifică prevestitor că acesta este omul care va primi cheile împărăției lui Dumnezeu și că prin aceasta va deveni primul suveran pontif, primul „șef” al Bisericii umane și spirituale
Pentru Jacques Ellul, acest miracol este în fapt mijlocul de a ridiculiza, de a trimite în derizoriu puterea politică și religioasă.